# New York Film Critics Circle Award/Bestes Drehbuch

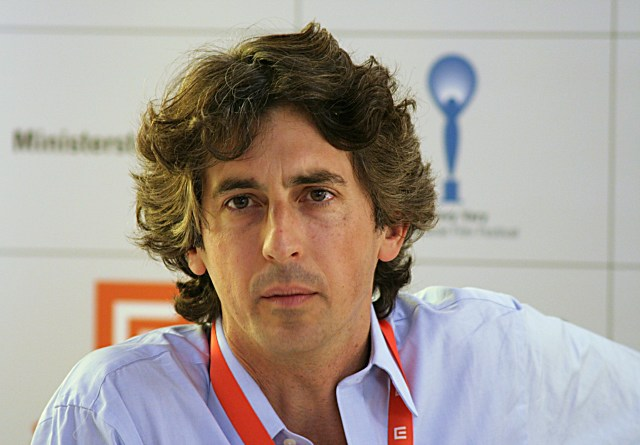
Zweimal als Koautor geehrt: der US-Amerikaner Alexander Payne

Gewinner des Preises des New York Film Critics Circle in der Kategorie Bestes Drehbuch (Best Screenplay). Im Gegensatz zu anderen Filmpreisen wie beispielsweise dem Oscar trifft die US-amerikanische Filmkritikervereinigung keine Unterscheidung zwischen einem Skript, das auf keiner zuvor veröffentlichten Publikation beruht (Originaldrehbuch), beziehungsweise der Adaption einer bereits publizierten literarischen Vorlage (adaptiertes Drehbuch).
Am erfolgreichsten in dieser Kategorie waren Woody Allen, Robert Benton, Ingmar Bergman, Kenneth Lonergan, Paul Mazursky, Quentin Tarantino sowie das Autorenduo Alexander Payne und Jim Taylor, die den Preis je zweimal gewinnen konnten. 20 Mal gelang es der Filmkritikervereinigung vorab die Oscar-Gewinner zu präsentieren (13 Mal Originaldrehbücher, siebenmal Adaptionen).
Die Jahreszahlen der Tabelle nennen die bewerteten Filmjahre, die Preisverleihungen fanden jeweils im Folgejahr statt.

## Preisträger
| Jahr | Preisträger                                                 | Filmtitel                     | Deutscher Titel                                         |
| 1955 | S. J. Perelman*                                             | Around the World in 80 Days   | In 80 Tagen um die Welt                                 |
| 1957 | Preis nicht vergeben                                        | Preis nicht vergeben          | Preis nicht vergeben                                    |
| 1958 | Harold Jacob Smith* Nedrick Young*                          | The Defiant Ones              | Flucht in Ketten                                        |
| 1959 | Wendell Mayes                                               | Anatomy of a Murder           | Anatomie eines Mordes                                   |
| 1960 | I. A. L. Diamond* Billy Wilder*                             | The Apartment                 | Das Appartement                                         |
| 1961 | Abby Mann*                                                  | Judgment at Nuremberg         | Urteil von Nürnberg                                     |
| 1962 | Preis nicht vergeben                                        | Preis nicht vergeben          | Preis nicht vergeben                                    |
| 1963 | Harriet Frank Jr. Irving Ravetch                            | Hud                           | Der Wildeste unter Tausend                              |
| 1964 | Harold Pinter                                               | The Servant                   | Der Diener                                              |
| 1965 | Preis nicht vergeben                                        | Preis nicht vergeben          | Preis nicht vergeben                                    |
| 1966 | Robert Bolt*                                                | A Man for All Seasons         | Ein Mann zu jeder Jahreszeit                            |
| 1967 | Robert Benton David Newman                                  | Bonnie and Clyde              | Bonnie und Clyde                                        |
| 1968 | Lorenzo Semple junior                                       | Pretty Poison                 | Der Engel mit der Mörderhand                            |
| 1969 | Larry Tucker Paul Mazursky                                  | Bob & Carol & Ted & Alice     | Bob & Carol & Ted & Alice                               |
| 1970 | Éric Rohmer                                                 | Ma nuit chez Maud             | Meine Nacht bei Maud                                    |
| 1971 | Peter Bogdanovich Larry McMurtry                            | The Last Picture Show         | Die letzte Vorstellung                                  |
| 1971 | Penelope Gilliatt                                           | Sunday Bloody Sunday          | Sunday, Bloody Sunday                                   |
| 1972 | Ingmar Bergman                                              | Viskningar och rop            | Schreie und Flüstern                                    |
| 1973 | George Lucas Gloria Katz Willard Huyck                      | American Graffiti             | American Graffiti                                       |
| 1974 | Ingmar Bergman                                              | Scener ur ett äktenskap       | Szenen einer Ehe                                        |
| 1975 | François Truffaut Jean Gruault Suzanne Schiffman            | L’Histoire d’Adèle H.         | Die Geschichte der Adèle H.                             |
| 1976 | Paddy Chayefsky*                                            | Network                       | Network                                                 |
| 1977 | Woody Allen* Marshall Brickman*                             | Annie Hall                    | Der Stadtneurotiker                                     |
| 1978 | Paul Mazursky                                               | An Unmarried Woman            | Eine entheiratete Frau                                  |
| 1979 | Steve Tesich*                                               | Breaking Away                 | Vier irre Typen – Wir schaffen alle, uns schafft keiner |
| 1980 | Bo Goldman*                                                 | Melvin and Howard             | Melvin und Howard                                       |
| 1981 | John Guare                                                  | Atlantic City                 | Atlantic City, USA                                      |
| 1982 | Larry Gelbart Murray Schisgal                               | Tootsie                       | Tootsie                                                 |
| 1983 | Bill Forsyth                                                | Local Hero                    | Local Hero                                              |
| 1984 | Robert Benton*                                              | Places in the Heart           | Ein Platz im Herzen                                     |
| 1985 | Woody Allen                                                 | The Purple Rose of Cairo      | The Purple Rose of Cairo                                |
| 1986 | Hanif Kureishi                                              | My Beautiful Laundrette       | Mein wunderbarer Waschsalon                             |
| 1987 | James L. Brooks                                             | Broadcast News                | Nachrichtenfieber – Broadcast News                      |
| 1988 | Ron Shelton                                                 | Bull Durham                   | Annies Männer                                           |
| 1989 | Gus Van Sant Daniel Yost                                    | Drugstore Cowboy              | Drugstore Cowboy                                        |
| 1990 | Ruth Prawer Jhabvala                                        | Mr. & Mrs. Bridge             | Mr. & Mrs. Bridge                                       |
| 1991 | David Cronenberg                                            | Naked Lunch                   | Naked Lunch                                             |
| 1992 | Neil Jordan*                                                | The Crying Game               | The Crying Game                                         |
| 1993 | Jane Campion*                                               | The Piano                     | Das Piano                                               |
| 1994 | Quentin Tarantino* Roger Avary*                             | Pulp Fiction                  | Pulp Fiction                                            |
| 1995 | Emma Thompson*                                              | Sense and Sensibility         | Sinn und Sinnlichkeit                                   |
| 1996 | Albert Brooks Monica Johnson                                | Mother                        | Mother                                                  |
| 1997 | Curtis Hanson* Brian Helgeland*                             | L.A. Confidential             | L.A. Confidential                                       |
| 1998 | Marc Norman* Tom Stoppard*                                  | Shakespeare in Love           | Shakespeare in Love                                     |
| 1999 | Alexander Payne Jim Taylor                                  | Election                      | Election                                                |
| 2000 | Kenneth Lonergan                                            | You Can Count on Me           | You Can Count on Me                                     |
| 2001 | Julian Fellowes*                                            | Gosford Park                  | Gosford Park                                            |
| 2002 | Charlie Kaufman Donald Kaufman                              | Adaptation.                   | Adaption – Der Orchideen-Dieb                           |
| 2003 | Craig Lucas                                                 | The Secret Lives of Dentists  | nicht bekannt                                           |
| 2004 | Alexander Payne* Jim Taylor*                                | Sideways                      | Sideways                                                |
| 2005 | Noah Baumbach                                               | The Squid and the Whale       | Der Tintenfisch und der Wal                             |
| 2006 | Peter Morgan                                                | The Queen                     | Die Queen                                               |
| 2007 | Ethan Coen* Joel Coen*                                      | No Country for Old Men        | No Country for Old Men                                  |
| 2008 | Jenny Lumet                                                 | Rachel Getting Married        | Rachels Hochzeit                                        |
| 2009 | Jesse Armstrong Simon Blackwell Armando Iannucci Tony Roche | In the Loop                   | Kabinett außer Kontrolle                                |
| 2010 | Lisa Cholodenko Stuart Blumberg                             | The Kids Are All Right        | The Kids Are All Right                                  |
| 2011 | Aaron Sorkin Steven Zaillian                                | Moneyball                     | Die Kunst zu gewinnen – Moneyball                       |
| 2012 | Tony Kushner                                                | Lincoln                       | Lincoln                                                 |
| 2013 | Eric Singer David O. Russell                                | American Hustle               | American Hustle                                         |
| 2014 | Wes Anderson                                                | The Grand Budapest Hotel      | Grand Budapest Hotel                                    |
| 2015 | Phyllis Nagy                                                | Carol                         | Carol                                                   |
| 2016 | Kenneth Lonergan*                                           | Manchester by the Sea         | Manchester by the Sea                                   |
| 2017 | Paul Thomas Anderson                                        | Phantom Thread                | Der seidene Faden                                       |
| 2018 | Paul Schrader                                               | First Reformed                | nicht bekannt                                           |
| 2019 | Quentin Tarantino                                           | Once Upon a Time in Hollywood | Once Upon a Time in Hollywood                           |
| 2020 | Eliza Hittman                                               | Never Rarely Sometimes Always | Niemals Selten Manchmal Immer                           |
| 2021 | Paul Thomas Anderson                                        | Licorice Pizza                | Licorice Pizza                                          |
| 2022 | Martin McDonagh                                             | The Banshees of Inisherin     | The Banshees of Inisherin                               |
| 2023 | Samy Burch                                                  | May December                  | May December                                            |

* = Drehbuchautoren, deren Filmskript später den Oscar für das Beste Originaldrehbuch oder das beste adaptierte Drehbuch gewann